# 53 (szám)
Az 53 (ötvenhárom) az 52 és 54 között található természetes szám.

## A szám a matematikában
A tízes számrendszerbeli 53-as a kettes számrendszerben 110101, a nyolcas számrendszerben 65, a tizenhatos számrendszerben 35 alakban írható fel.
Az 53 páratlan szám, prímszám. Kanonikus alakja 531, normálalakban az 5,3 · 101 szorzattal írható fel. Két osztója van a természetes számok halmazán, ezek növekvő sorrendben: 1 és 53.
Az 53 prímszám, ezen belül Eisenstein-prím és Sophie Germain-prím. Jó prím. Kiegyensúlyozott prím.
Szigorúan nem palindrom szám.
Az első 53 prím összege (5830) osztható 53-mal, ami nem gyakori tulajdonság a számok körében.
Az 53 három szám valódiosztóösszeg-függvényeként áll elő, ezek a 235, 451 és 667.

## A tudományban
- A periódusos rendszer 53. eleme a jód.

## A művészetben
- 53 magyar film